# Diamantinatapaculo
De diamantinatapaculo (Scytalopus diamantinensis) is een zangvogel uit de familie der tapaculo's (Rhinocryptidae). Het is een bedreigde, endemische vogelsoort in Brazilië.

## Taxonomie
De populatie van het Diamantenplateau in Bahia van deze tapaculo werd beschouwd als deel van de populatie van de muistapaculo (S. speluncae). Nader systematisch onderzoek aan zowel het verenkleed en de geluiden als ook moleculair genetisch onderzoek wees erop dat er onderlinge verschillen waren. Zo werd de brasiliatapaculo (S. novacapitalis) al in 1958 beschreven als aparte soort. De planaltotapaculo (S. pachecoi) werd in 2005 als nieuwe soort beschreven. Deze soort is de derde die als aparte soort wordt onderscheiden.

## Kenmerken
De vogel is 13 centimeter lang en weegt ongeveer 16 gram. De diamantinatapaculo is grotendeels donkergrijs van kleur, maar heeft een bruine buik, met donkere dwarsbanden door het bruin en verder een witachtige keel. Deze vogel heeft een relatief korte staart.

## Verspreiding en leefgebied
Deze vogel is endemisch in Brazilië en komt enkel voor in de ecoregio Chapada Diamantina in de staat Bahia. De natuurlijke habitats zijn volgroeide en secundaire natuurlijke bossen op een hoogte tussen de 850 en 1600 meter boven zeeniveau in het bioom Caatinga.

## Voeding
De diamantinatapaculo voedt zich onder andere met spinnen en mieren.

## Status
De diamantinatapaculo heeft een beperkt verspreidingsgebied en daardoor is de kans op uitsterven aanwezig. De grootte van de populatie is niet gekwantificeerd, maar de aantallen nemen af door habitatverlies. Het leefgebied wordt aangetast door ontbossing waarbij natuurlijk bos wordt omgezet in gebied voor agrarisch gebruik zoals de teelt van bananen en koffie. Daarnaast worden bossen en struiken afgebrand om plaats te maken voor beweiding. Om deze redenen staat deze soort als bedreigd op de Rode Lijst van de IUCN.